# WrestleMania XXV
WrestleMania XXV (Engels: "The 25th Anniversary of WrestleMania") was een professioneel worstel-pay-per-viewevenement, dat geproduceerd werd door World Wrestling Entertainment (WWE). Dit evenement was de 25ste editie van WrestleMania en vond plaats in de Reliant Stadium in Houston (Texas) op 5 april 2009.
Het evenement werd gekenmerkt door worstelaar(ster)s van de drie brands: WWE Raw, WWE SmackDown en WWE ECW.

## Matchen
| Nr.                                                                          | Match | Winnaar(s)        |
| ---------------------------------------------------------------------------- | --- | ----------------- |
| 1                                                                            | CM Punk vs. Kane vs. Mark Henry (met Tony Atlas) vs. Montel Vontavious Porter vs. Shelton Benjamin vs. Kofi Kingston vs. Christian vs. Finlay (met Hornswoggle) in een Money in the Bank ladder match | CM Punk           |
| 2                                                                            | 25-Diva battle royal voor het Miss WrestleMania1 | Santina Marella   |
| 3                                                                            | Chris Jericho vs. Roddy Piper vs. Ricky Steamboat vs. Jimmy Snuka (met Ric Flair) in een Handicap elimination match                                                                                   | Chris Jericho     |
| 4                                                                            | Jeff Hardy vs. Matt Hardy in een Extreme Rules match | Matt Hardy        |
| 5                                                                            | John "Bradshaw" Layfield (c) vs. Rey Mysterio in een een-op-eenmatch voor het WWE Intercontinental Championship                                                                                       | Rey Mysterio (nc) |
| 6                                                                            | Shawn Michaels vs. The Undertaker in een een-op-eenmatch | The Undertaker    |
| 7                                                                            | Edge (c) vs. John Cena vs. Big Show in een Triple Threat match voor het WWE World Heavyweight Championship                                                                                            | John Cena (nc)    |
| 8                                                                            | Triple H (c) vs. Randy Orton in een een-op-eenmatch voor het WWE Championship | Triple H (c)      |
| (c) huidige kampioen voor en na de match \| (nc) nieuwe kampioen na de match | |                   |

De 25 Divas die mee deden aan de battle royal voor het Miss WrestleMania waren: Beth Phoenix, Santina Marella, Melina, Alicia Fox, Brie Bella, Eve Torres, Gail Kim, Jackie Gayda-Haas, Jillian Hall, Joy Giovanni, Katie Lea Burchill, Kelly Kelly, Layla, Maria, Maryse, Michelle McCool, Mickie James, Molly Holly, Natalya, Nikki Bella, Rosa Mendes, Sunny, Tiffany, Torrie Wilson, en Victoria.